# Tarja Turunen
Tarja Turunen, właśc. Tarja Soile Susanna Turunen-Cabuli (ur. 17 sierpnia 1977 w Kitee) – fińska piosenkarka, obdarzona sopranem lirycznym sięgającym ponad trzech oktaw, wykonująca szeroko pojętą muzykę classical crossover, graniczącą pomiędzy muzyką klasyczną a metalem. Była członkini zespołu Nightwish, w którym działała przez dziewięć lat, użyczyła głosu na pięciu albumach studyjnych grupy. Od 2005 jest solistką.

## Życiorys

### Wczesne lata
Turunen, dysponująca sopranem lirycznym, który sięga trzech oktaw, rozpoczęła edukację muzyczną w wieku 6 lat. Poza nauką śpiewu brała też lekcje gry na pianinie i flecie. Wielokrotnie powtarzała, że dzięki utworowi „The Phantom of The Opera” w wykonaniu Sarah Brightman, zdecydowała się skupić na podobnym rodzaju muzyki. W wieku 18 lat rozpoczęła studia na kierunku muzyki kościelnej w Sibellius Academy w Kuopio. Związanie się z zespołem zmusiło ją jednak do przerwania nauki na tej uczelni.

### Kariera

#### 1996–2005: Współpraca z Nightwish
W czasie nauki w szkole średniej, za namową szkolnego kolegi Tuomasa Holopainena, została wokalistką w zespole Nightwish. Mimo rosnącej popularności zespołu, który zyskał uznanie dzięki wydanemu w 1998 albumowi Oceanborn, kontynuowała później studia, a także występowała jako solistka w operach i baletach, takich jak Evankeliumi. Studiowała w Akademii Muzycznej w Karlsruhe w Niemczech w latach 2000–2005. W tym czasie zespół wydał kolejne albumy, na których użyczyła głosu.
W 2004 razem z zespołem Nightwish wydała album studyjny zatytułowany Once. 23 października 2005 na oficjalnej stronie zespołu Nightwish został opublikowany list, napisany przez lidera grupy Tuomasa Holopainena, a podpisany przez wszystkich członków, skierowany do Turunen, w którym skrytykowali jej zachowanie w stosunku do nich w ostatnich miesiącach, narzekali na jej mało uczuciowe, materialistyczne podejście do działalności zespołu i oznajmili o zerwaniu współpracy z nią. Turunen wraz z mężem organizowała konferencje prasowe dla największych fińskich radiostacji, tłumacząc swoje stanowisko względem wyrzucenia jej z zespołu. Do wiadomości publicznej ujawniono również, że wokalistka oznajmiła muzykom Nightwish w grudniu 2004 (po koncercie w Oberhausen) zamiar opuszczenia zespołu, lecz zgodziła się „nagrać jeszcze jeden album i pozostać w następującej trasie na lata 2006/2007”.

#### Od 2006: Kariera solowa, „Henkäys Ikuisuudesta”
Jeszcze podczas współpracy z Nightwish Turunen nagrywała solowe utwory. W 2004 wydała debiutancki singiel „Yhden Enkelin Unelma”. 8 listopada 2006 roku ukazała się jej płyta świąteczna zatytułowana „Henkäys Ikuisuudesta”. Wszystkie utwory na niej, poza „Kuin Henkäys Ikuisuutta”, są coverami. Album promowany był przez singel „You Would Have Loved This”, który piosenkarka zadedykowała swojej nieżyjącej mamie, Marjettcie. Został wydany 25 października 2006 roku. CD szybko pokryło się złotem, które równie prędko przerodziło się w status płyty platynowej. Sprzedane zostało ponad 50 tysięcy kopii albumu (w samej Finlandii). Turunen występowała również w telewizji – w programie poświęconym środkom transportu i w fińskim Idolu. Płyta „Henkäys Ikuisuudesta” była promowana przez Turunen na trasie noszącej nazwę Breath From Eternity Tour, podczas której zagrano koncerty w rodzinnej dla artystki Finlandii oraz w Rosji. Reedycja krążka z kilkoma drobnymi zmianami została wydana 26 listopada 2010 roku.

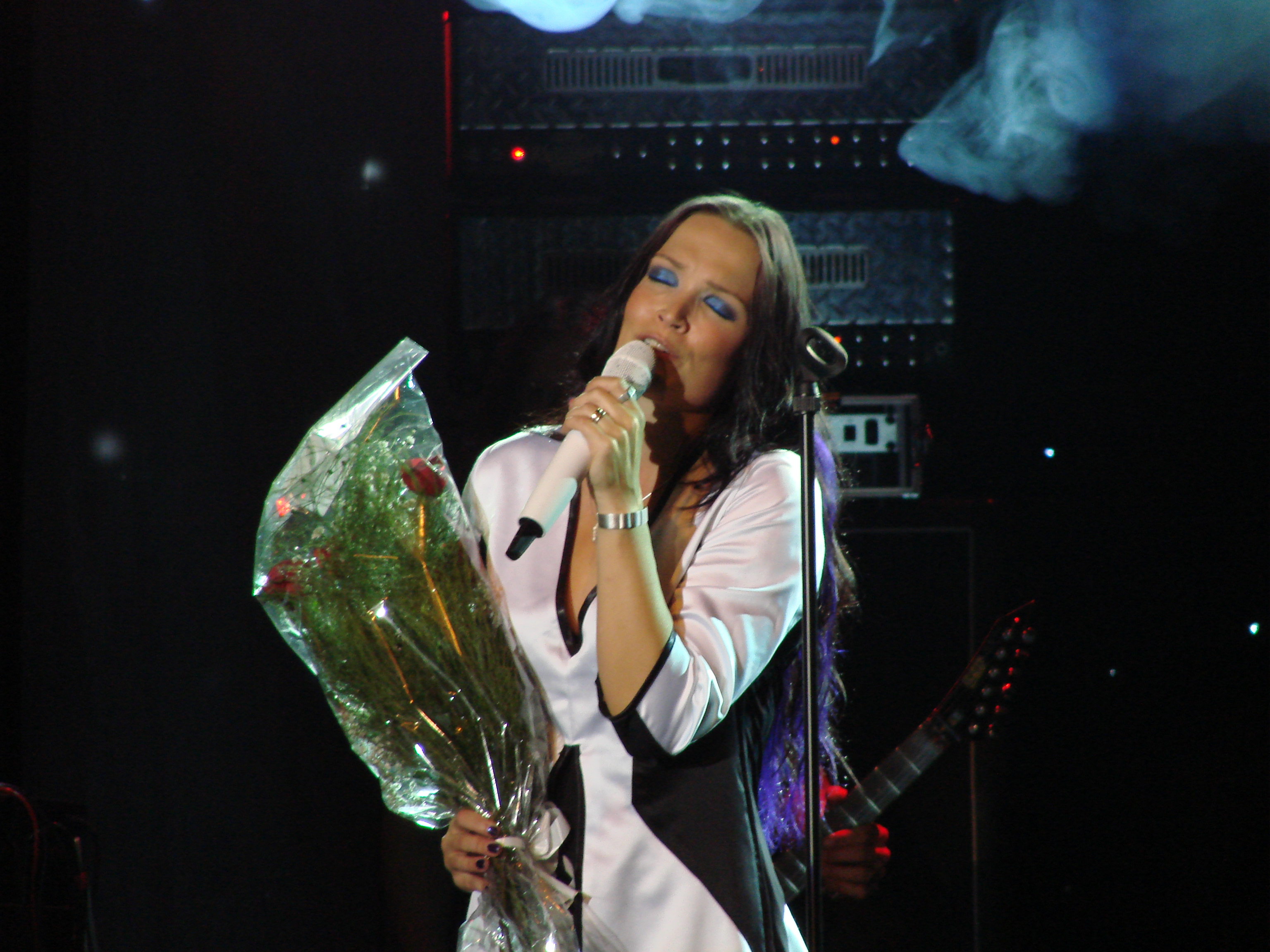
Buenos Aires, Argentyna
Tarja Turunen podczas występów w ramach „Storm World Tour”, 2008–2009

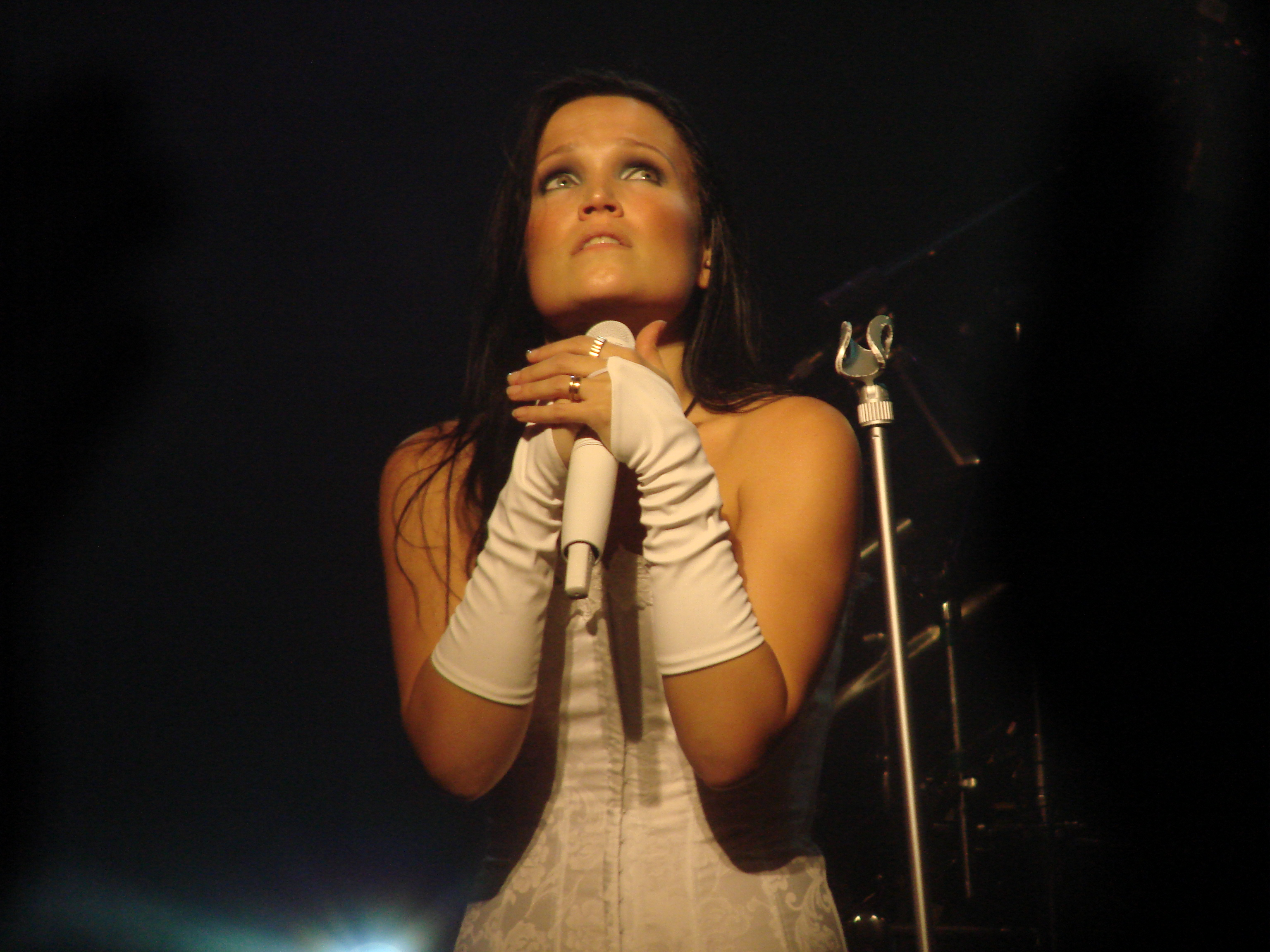
Obras Stadium, Argentyna

2007–2009Pierwszy własny heavymetalowy album „My Winter Storm”, „The Seer (EP)”
Turunen nagrywała swój właściwy debiut w wielu miejscach na całym świecie, między innymi w studiach irlandzkich, hiszpańskich, fińskich, czeskich, niemieckich, szwajcarskich, brazylijskich oraz amerykańskich. Produkcją płyty zajął się Daniel Presley. 9 listopada 2007 wydała studyjny krążek zatytułowany My Winter Storm. Został zdominowany przez ballady, zawierał również kilka bardziej żywiołowych utworów – utrzymany był jednak w tonacji chłodnej, tajemniczej, baśniowej, tak jak sugeruje tytuł oraz okładka. W skład tracklisty wszedł również cover piosenki „Poison” Alice’a Coopera w aranżacji fińskiej wokalistki. Pierwszy singel promujący płytę – „I Walk Alone”, został wydany 26 października 2007. Poza tym Turunen podpisała kontrakt z wytwórnią płyt Universal Music. Do piosenki „I Walk Alone” powstały dwie wersje teledysku. Drugim singlem zostało „Die Alive”. Wokalistka wyznała, że „My Winter Storm” był pierwszym albumem, na którym mogła wykorzystać swą całą rangę wokalu. W dniu premiery „My Winter Storm” zdobył status złotej płyty w Finlandii (29 tysięcy sprzedanych kopii), a kilka dni później zyskał miano podwójnej platyny w Rosji (20 tysięcy), a także złota w Czechach (3 tysiące), Niemczech (100 tysięcy), Szwajcarii oraz na Węgrzech. Turunen jest pierwszą fińską kobietą w historii, która otrzymała złotą płytę w Niemczech. Jej debiutancki krążek spędził 2 i pół miesiąca na The Official Finnish Charts, w pierwszym tygodniu będąc na szczycie. Gościł również przez 4 miesiące na liście German Top 100, 2 miesiące na Swiss Top 100 i miesiąc na Austrian Top 40, kończąc rok 2007 na 11 miejscu na Billboard’s Top 100 European albums z ponad 500 000 sprzedanymi egzemplarzami. Album był promowany na pierwszej solowej trasie koncertowej o zasięgu światowym „Storm World Tour” trwająca od koncertu w Berlinie 25 listopada 2007 do występu w Londynie 19 października 2009. Była to pierwsza światowa trasa wokalistki po odejściu z Nightwish. Po raz pierwszy odwiedziła Luksemburg, Serbię, Izrael, Ukrainę, Bułgarię i Białoruś. Trasa obejmowała obszar Europy, Ameryki Północnej oraz Południowej. Wystąpiła w Warszawie 12 maja 2008. W międzyczasie sopranistka wydała EPkę zatytułowaną „The Seer”. Wydawnictwo ukazało się 1 grudnia 2008 roku. Liczba egzemplarzy ograniczała się do 1000 i była dostępna jedynie na terenie Wielkiej Brytanii. Zawarte na niej zostały wersje live utworów z „My Winter Storm”, remixy autorskich kompozycji Turunen oraz jej tytułowy duet ze słynną niemiecką wokalistką heavymetalową, Doro Pesch – „The Seer”. W 2009 zaśpiewała gościnnie w piosence „Walking with the Angels” na płycie Doro pt. Fear No Evil.
2008–2012 – era „What Lies Beneath”

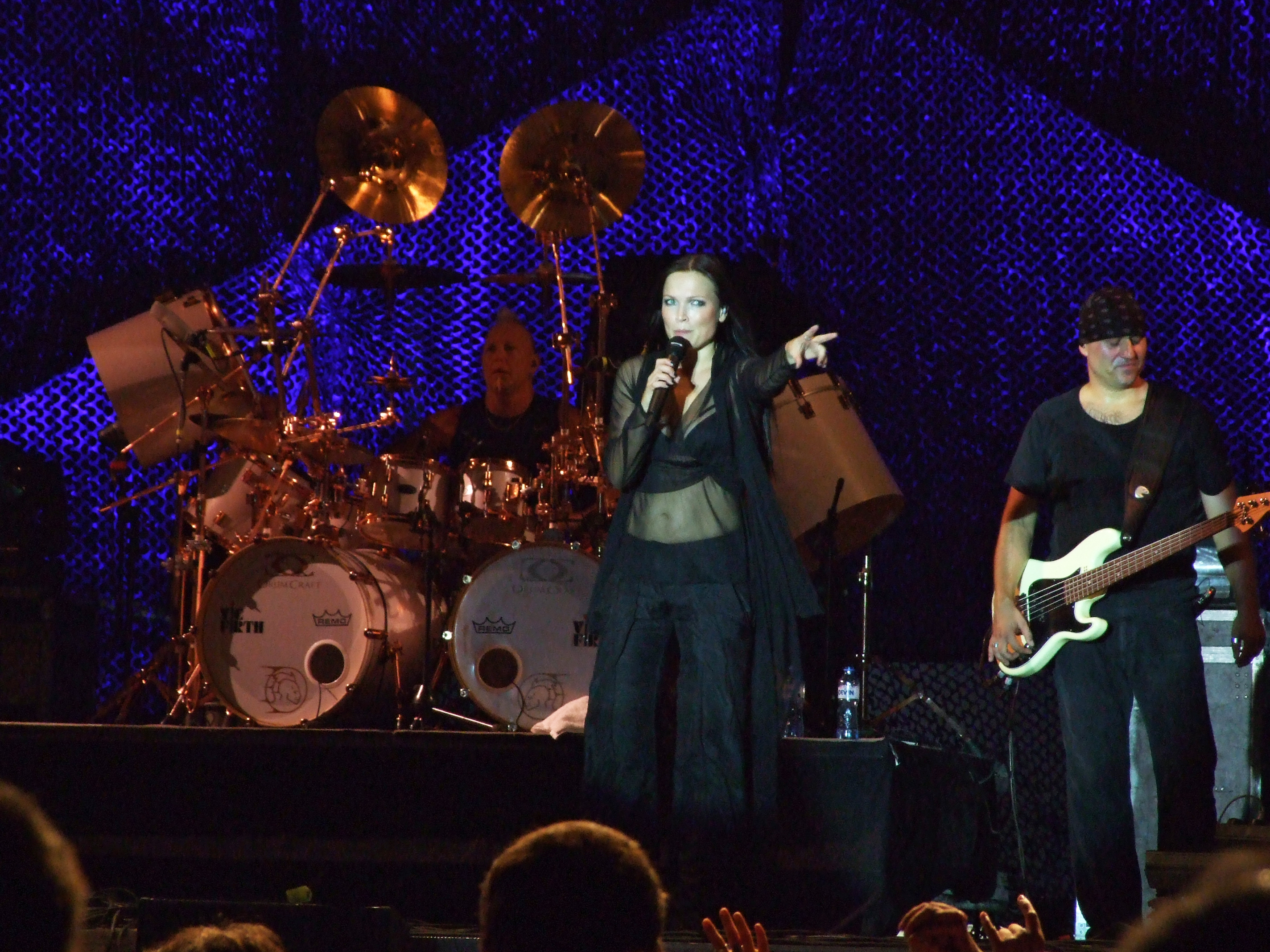
Festiwal w Bułgarii w ramach trasy "What Lies Beneath World Tour" (2010–2012)

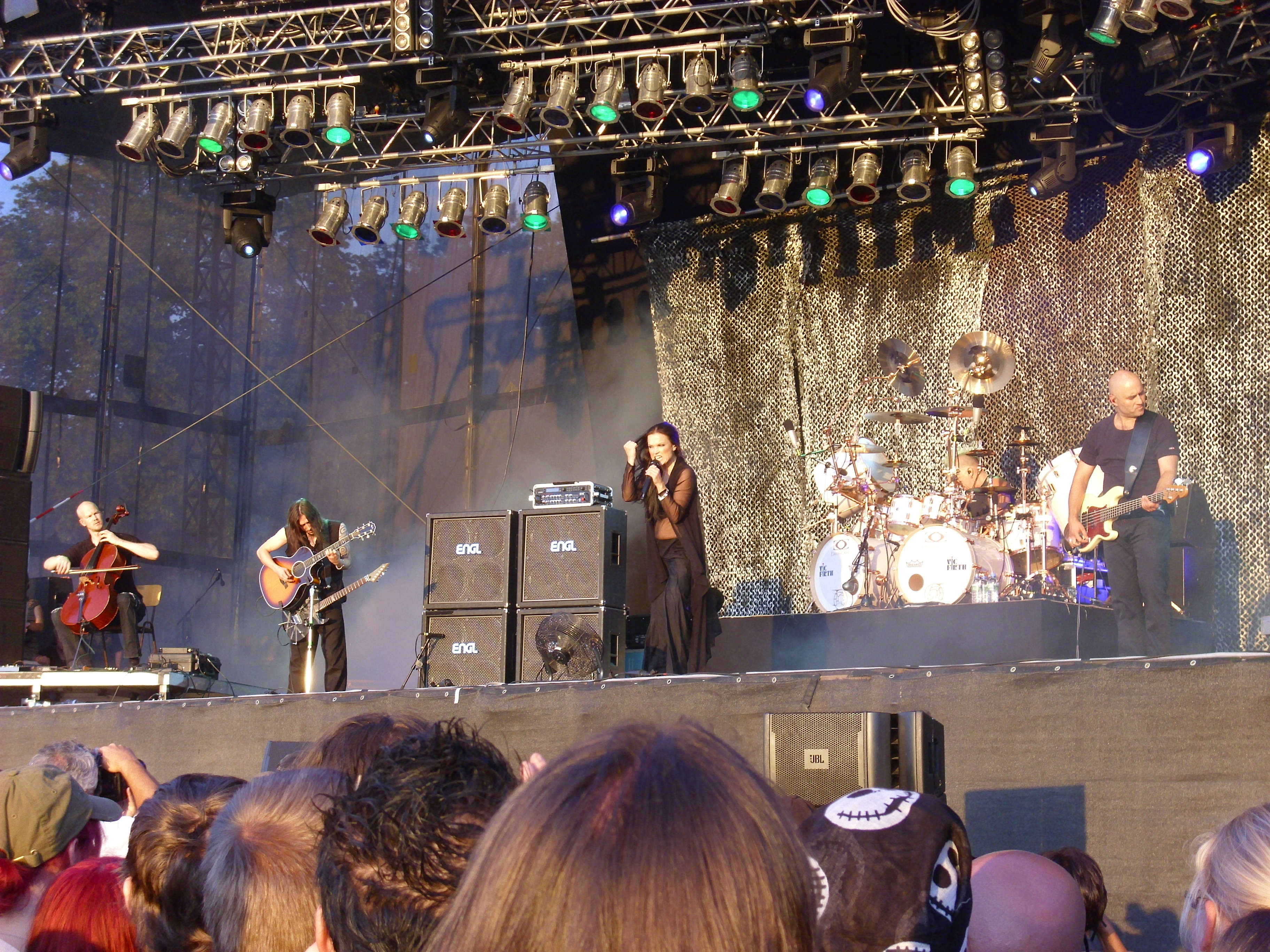
Niemcy – Wacken Open Air 2010

Już podczas swojej pierwszej solowej trasy koncertowej około 2008–2009 roku Tarja zaczęła komponować swoje nowe utwory oraz materiał na kolejną płytę. Na swoim blogu zdradziła tytuły dwóch z nich; „Enough” oraz „Wisdom Of Wind”. Finalnie żadna z nich nie znalazła się na drugim metalowym albumie wokalistki. Na ostatnich koncertach „Storm World Tour” zaczęła jednak wykonywać kompozycję, pt. „If You Believe”, której wersja instrumentalna miała stać się w przyszłości jej intro do występów na kolejnej światowej trasie. W 2010 zaśpiewała gościnnie w utworze „The Good Die Young”, pochodzącym z ostatniej – według zapowiedzi – studyjnej płyty zespołu Scorpions. 1 września 2010 wreszcie wydała trzeci album studyjny pt. „What Lies Beneath”, który zostaje ciepło przyjęty przez krytyków muzycznych. Zyskał on m.in.: cztery na pięć gwiazdek w serwisie Amazon oraz osiem i pół gwiazdki na dziesięć w Rocksound. Był nagrywany we Finlandii, Argentynie i na Słowacji. Z płyty pochodzą single takie jak „Falling Awake” (w duecie z Joem Satrianim, wydany 19 lipca 2010), „I Feel Immortal” (wydany 27 sierpnia 2010 roku), „Until My Last Breath” (do którego wydano dwie wersje teledysku, wydany 30 sierpnia 2010 roku), czy „Underneath” (jako singiel ukazał się 22 kwietnia 2011 roku).
„What Lies Beneath” pokrył się między innymi złotem w Niemczech. Krążek był promowany podczas drugiej światowej trasy koncertowej Turunen „What Lies Beneath World Tour”, która trwała od 12 czerwca 2010 (Węgry) do 8 kwietnia 2012 (Brazylia). W ciągu tournee, artystka odwiedziła Polskę dwukrotnie dając trzy koncerty w Warszawie i Krakowie. Podczas koncertu w Rosario (Argentyna) skompletowano materiał na DVD pt. „Act I”, wydane 24 sierpnia 2012. Tarja przedstawiła dwie piosenki pochodzące z nowego albumu „Never Enough” i „Into the Sun”.
2012–2014era „Colours In The Dark”, kolejne projekty i wydawnictwa koncertowe
W drugiej połowie 2012 roku artystka rozpoczęła nagrania na trzeci solowy krążek i zajęło jej to aż do końca pierwszej połowy 2013. 30 sierpnia 2013 wydała album studyjny zatytułowany Colours in the Dark. Znajduje się na nim między innymi cover utworu „Darkness” Petera Gabriela. Krążek zawiera również single „Never Enough” (wydany 31 maja 2013), „Victim of Ritual” (wydany 12 lipca 2013) i „500 Letters” (wydany 1 listopada 2013). Do wszystkich zrealizowano teledyski, z tym, że pierwszy z nich to tzw. „lyrics video”. Zostało nagrane w Zlinie, Czechach. Okładkę wykonał Dirk Rudolph, zarówno ona, jak i reszta zdjęć do bookletu wydawnictwa, zostały wykonane w Indiach. Album zyskało bardzo pozytywne opinie, zdobywa złotą płytę w Czechach. Zostaje również docenione wysoką pozycją na listach sprzedaży w Polsce (miejsce 8 w top 20). Anette Olzon, następczyni Turunen jako wokalistka zespołu Nightwish, która właśnie w tamtym okresie także rozstaje się z grupą, wyraziła ogromny zachwyt najnowszym materiałem Tarji i zacytowała ją jako swoją osobistą inspirację.
W drugiej połowie 2013 zaśpiewała wraz z Sharon den Adel z zespołu Within Temptation w utworze „Paradise (What about Us?)”, a następnie ruszyła w trzecią już światową trasę „Colours In The Dark World Tour”, która trwa od 17 października 2013 (Czechy) do 15 listopada 2015 (Argentyna). Podczas niej, Turunen czterokrotnie wystąpiła w Polsce. 20 października 2013 na Metal Female Voice Festival w Belgii wykonała utwór Nightwish „Over The Hills And Far Away” w duecie z Floor Jansen, trzecią i najnowszą wokalistką zespołu.
W 2014 doszło do wydania kompilacji demówek z poprzedniej płyty artystki pod nazwą „Left In The Dark”. W styczniu 2015 pojawiła się jako mentorka w programie The Voice of Finland. Wraz z perkusistą Mikiem Terraną kontynuowała coroczny projekt o nazwie „The Beauty & The Beat Tour” (z którego ukazało się wydawnictwo DVD ze swoją premierą 30 maja 2014 roku) oraz koncerty świąteczne w kościołach, kaplicach i katedrach między innymi we Finlandii i Niemczech. Rok 2015 był również rokiem wydania kolejnego, lecz skromniejszego live DVD – „Luna Park Ride”.

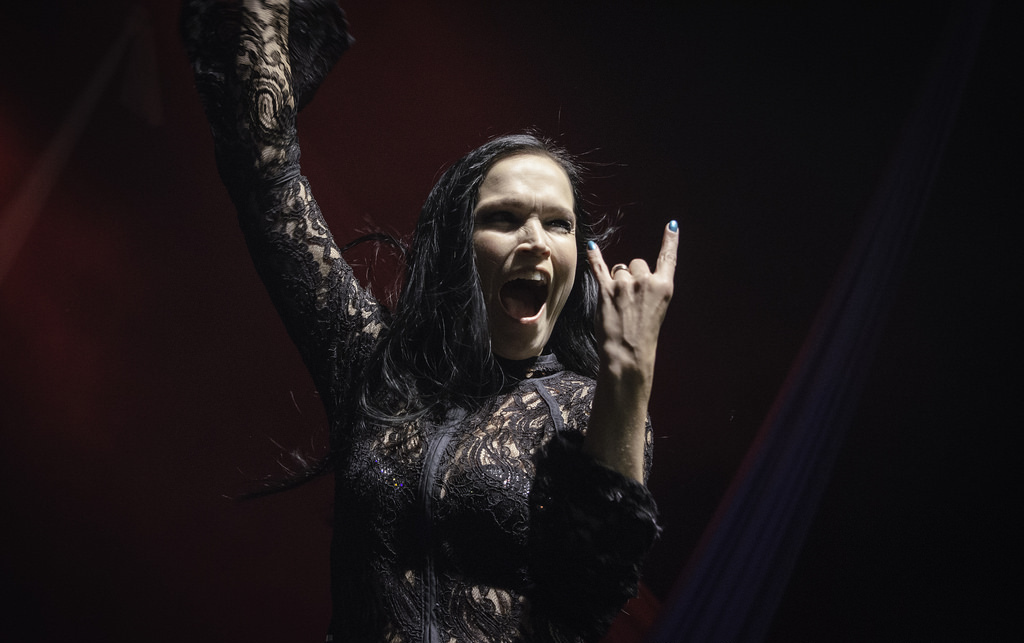
Brazylia, trasa Colours In The Dark World Tour (2013–2015)

2016-2018„The Brightest Void EP”, „The Shadow Self”, drugi świąteczny album
Końcówka 2015 roku była bardzo pracowita dla sopranistki. 14 kwietnia 2016 wytwórnia Turunen, Earmusic wypuściła videoklip do nowego utworu wokalistki, pt. „No Bitter End”. Był to zwiastun dwóch kolejnych produkcji Finki. 27 maja Tarja ogłosiła, że EP-ka „The Brightest Void” jest dostępna w całości na Apple Music. 3 czerwca odbyła się jej oficjalna premiera. Był to przedsmak kolejnego longplaya „The Shadow Self”, którego premiera miała miejsce 5 sierpnia 2016. Z albumu pochodzą single „Innocence” (wydany 5 sierpnia 2016) oraz „Demons In You” w duecie z Alissą White-Gluz (wydany 8 października). Ponadto na płycie gościnnie wystąpił brat Tarji, Toni Turunen oraz Chad Smith z zespołu Red Hot Chilli Peppers. Krążek szybko zdobył złotą płytę w Rosji. Czwarta światowa trasa koncertowa Turunen nosi nazwę „The Shadow Shows World Tour” i trwała od 5 czerwca 2016 (Wielka Brytania) do 8 września 2018 roku (USA). Wokalistka odwiedziła Wrocław i Warszawę podczas swojej światowej podróży. Występowała na festiwalu Woodstock.
W listopadzie 2017 premierę miał drugi w dorobku świąteczny album artystki zatytułowany „From Spirits And Ghosts (Score For Dark Christmas)”. Wydane zostały trzy single „O Come, O Come, Emmanuel”, niemieckie „O Tannenbaum” oraz dwie wersje „Feliz Navidad” – jedna z nich jest solowa, druga zaś została stworzona w celach charytatywnych przy pomocy innych artystów, takich jak, między innymi: Sharon Den Adel (Within Temptation), Floor Jansen (Nightwish), Doro Pesch, Simone Simons (Epica), Michael Monroe, Elize Ryd (Amaranthe) czy Cristina Scabbia (Lacuna Coil).
W lutym 2018 ruszyły prace nad kolejnym planowanym DVD artystki – „Act II”. Został wydany 27 lipca 2018 roku i znalazł się na nim skromny występ w London Metropolis Studio oraz zarejestrowany główny koncert w Mediolanie, we Włoszech. Jako bonus na edycji specjalnej dorzucono również materiał z koncertu Tarji na Woodstocku w Polsce w 2016 roku.
2018–2020era „In The Raw”

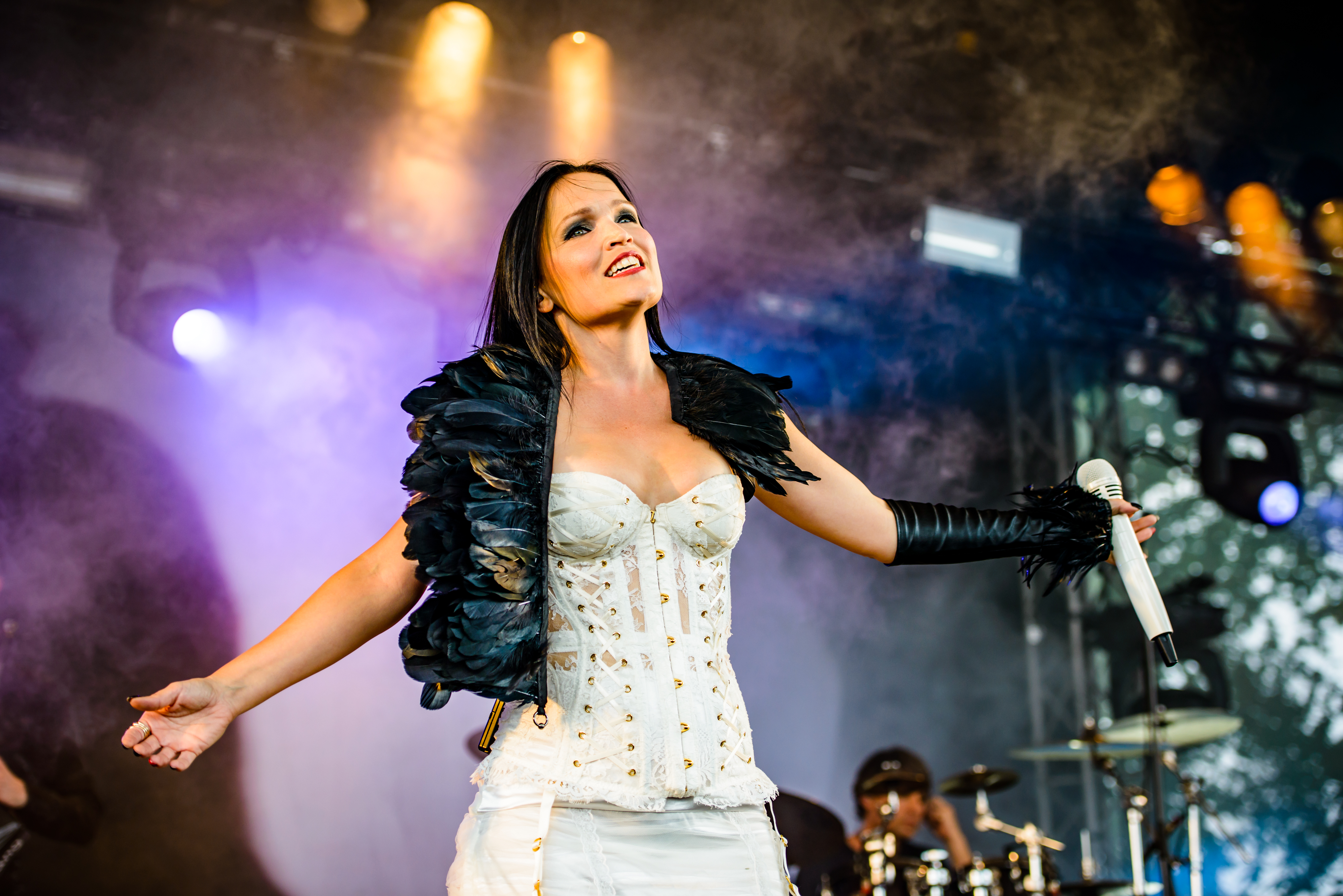
Niemcy, trasa The Shadow Shows Tour (2016–2018)

Artystka potwierdziła rozpoczęcie prac nad nowym albumem studyjnym już w 2018 roku po zakończeniu swojej trasy The Shadow Shows World Tour. Nieco później zostało ogłoszone, że nowy album artystki nosi nazwę „In The Raw” i zostanie wydany 31 sierpnia 2019 roku. Single pochodzące z niego to „Dead Promises” oraz „Railroads”. Zostały również ujawnione daty występów nadchodzącej trasy światowej „Raw Tour” na lata 2019–2020.

## Życie prywatne
Od stycznia 2003 jej mężem jest Argentyńczyk, businessman i jej osobisty menadżer, Marcelo Cabuli, którego poznała podczas nagrywania albumu Beto Vázquez Infinity w 2001. Wychowują wspólną córkę: Naomi Eerikę Alexię Cabuli Turunen (ur. lipiec 2012). Przez wiele lat wokalistka mieszkała w Buenos Aires, lecz w 2016 ogłosiła plany na powrót do Europy ze względu na harmonogram występów oraz, gdyż jej córka ma niedługo rozpocząć edukację. Obecnie artystka mieszka z rodziną w Andaluzji w Hiszpanii.
Przez długi czas określała się jako luteranka, jednak w jednym z późniejszych wywiadów powiedziała, że „wierzy w Boga, ale nie wyznaje żadnej religii”. Co roku organizuje koncerty świąteczne w swojej ojczyźnie, gdzie śpiewa znane na całym świecie utwory klasyczne i bożonarodzeniowe.
Interesuje się argentyńską piłką nożną. Mówi biegle i śpiewa w pięciu językach: po fińsku, szwedzku, niemiecku, angielsku oraz po hiszpańsku.
Twórczość Turunen była inspiracją dla wielu młodych artystek, m.in. dla Simone Simons, która dzięki niej rozpoczęła zgłębianie wiedzy na temat muzyki klasycznej, a także działalność jako wokalistka w zespole metalowym.

## Zespół

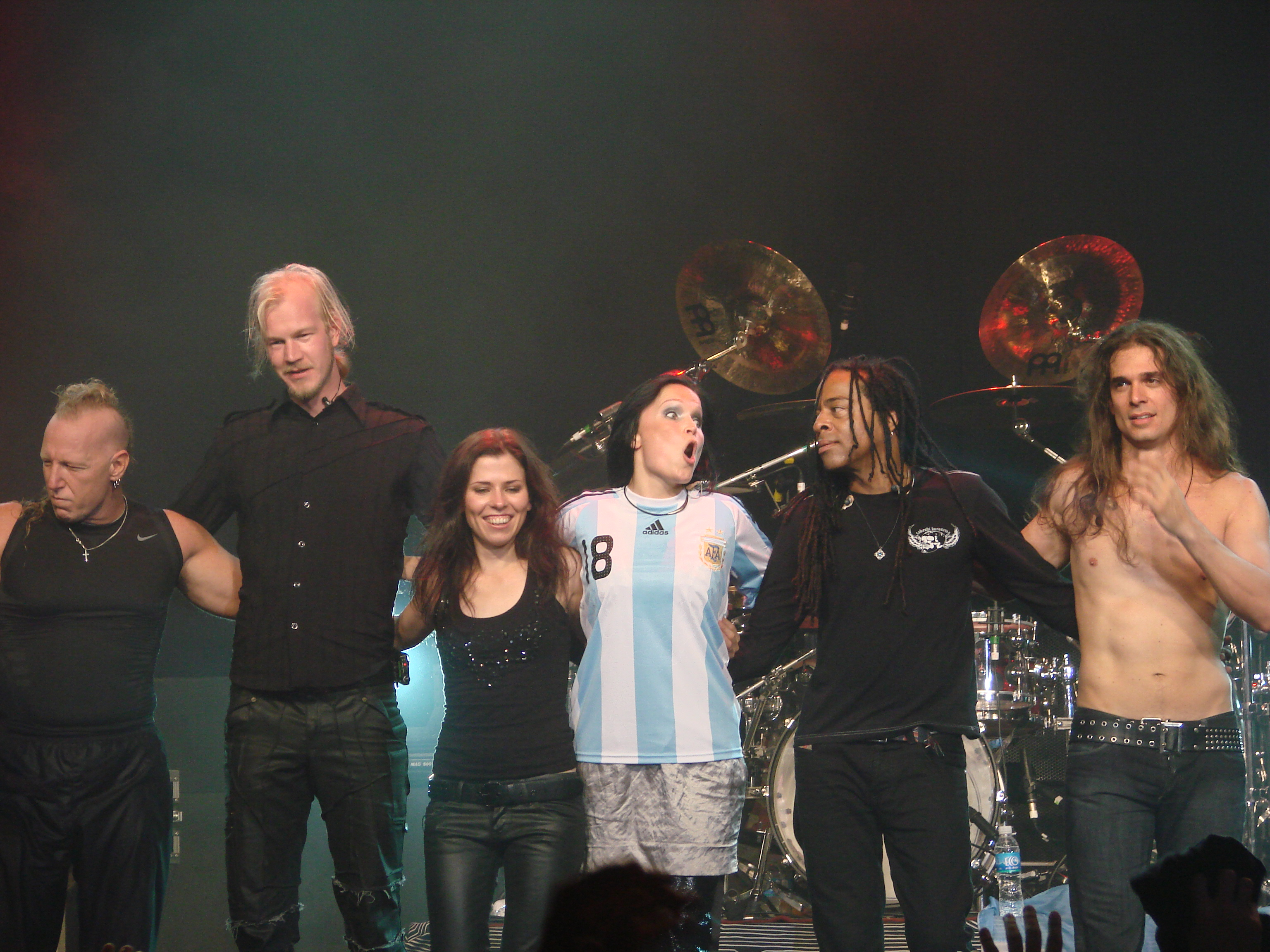
Zespół Tarji Turunen w 2008. Od lewej: Mike Terrana, Max Lilja, Maria Ilmoniemi, Tarja Turunen, Doug Wimbish oraz Kiko Loureiro.

| Obecny skład zespołu - Tarja Turunen – śpiew, instrumenty klawiszowe (od 2004) - Doug Wimbish – gitara basowa (od 2007) - Max Lilja – wiolonczela (od 2007) - Mike Coolen – perkusja (od 2016) - Alex Scholpp – gitara elektryczna, gitara akustyczna (od 2007) - Christian Kretschmar – instrumenty klawiszowe, programowanie (od 2009) Byli członkowie zespołu - Earl Harvin – perkusja (2007) - Mike Terrana – perkusja (2007 – 2015) - Torsten Stenzel – instrumenty klawiszowe, programowanie (2007) |  | Obecni muzycy koncertowi - Kevin Chown – gitara basowa (2010–2013, od 2014) - Julián Barrett – gitara (2011, od 2014) - Tim Schreine – perkusja (2016–2018) Byli muzycy koncertowi - Markus Hohti – wiolonczela (2007–2009) - Kiko Loureiro – gitara (2007, 2008, 2009) - Tony Turunen – gitara, instrumenty klawiszowe, śpiew (2007–2008) - Maria Ilmoniemi – instrumenty klawiszowe (2007–2009) - Oliver Holzwarth – gitara basowa(2008–2009, 2010) - Anna Portalupi – gitara basowa (2013–2015) - Peter Barrett – gitara basowa (2015) - Nicolás Polo – perkusja (2015) - Guillermo d’Medio – instrumenty klawiszowe (2015) |

## Trasy koncertowe
- Breath from Eternity Tour (2006)
- Storm World Tour(inne języki) (2007–2009)
- What Lies Beneath World Tour (2010–2012)
- Christmas in the Heart Tour (2012)
- Beauty and the Beat World Tour (2013)
- Christmas Tour 2013 (2013)
- Colours in the Road Tour (2013–2014)
- Christmas Tour 2014 (2014)
- Ave Maria Christmas Tour 2015 (2015)
- The Shadow Shows World Tour (2016)
- Raw Tour (2019–2020)[14]
- Christmas Together – Yhdessä Jouluna (2019)[15]